# Rainer Weiss
Rainer Weiss (* 29. září 1932) je americký fyzik německého původu. Působí jako emeritní profesor fyziky na Massachusettském technologickém institutu. Jeho nejznámější prací je vynález laserové interferenční techniky, která je základem projektu LIGO. Weiss působil rovněž jako předseda vědecké pracovní skupiny sondy COBE.

## Raný život a vzdělání
Narodil se v Berlíně v Německu. Jeho rodina se na útěku před nacistickou vládou přestěhovala nejprve na konci roku 1932 do Prahy a poté v roce 1938 do USA. Mládí strávil v New Yorku, kde navštěvoval Kolumbijské gymnázium. Studoval na Massachusettském technologickém institutu, kde v roce 1955 získal bakalářský titul a v roce 1962 doktorát pod vedením Jerrolda Zachariase. V letech 1960-1962 učil na Tuftsově univerzitě, poté pracoval dva roky jako postgraduální student na Princetonské univerzitě, aby se následně v roce 1964 znovu vrátil na Massachusettský technologický institut.

## Vědecká kariéra
Weiss byl u počátku dvou fyzikálních oborů, které dovedl až k prvním výsledkům. Šlo o pozorování vlastností reliktního záření a interferometrické pozorování gravitačních vln.
Prováděl průkopnická měření spektra reliktního záření v mikrovlnném spektru a následně se stal spoluzakladatelem a vědeckým poradcem NASA projektu sondy COBE. Za tuto práci získal John C. Mather a tým sondy COBE Gruberovu cenu za kosmologii.
Dále Weiss navrhl techniku interferometrické detekce gravitačních vln a spoluzaložil projekt LIGO, který měl za cíl gravitační vlny detekovat. Za tuto činnost získal společně s Ronaldem Dreverem v roce 2007 Einsteinovu cenu.
V únoru 2016 bylo na tiskové konferenci oznámeno první přímé pozorování gravitačních vln ze září 2015. Za toto pozorování obdrželi Rainer Weiss, Ronald Drever a Kip Thorne, zakladatelé projektu LIGO, několik ocenění, zejména Fundamental Physics Prize, Gruberovu cenu za kosmologii a Kavliho cenu za astrofyziku. V roce 2017 dostali Rainer Weiss, Barry C. Barish a Kip Thorne Nobelovu cenu za fyziku. 